# Salvador Alsius
Salvador Alsius Clavera (Barcelona, 18 de julio de 1948) es un presentador de televisión y periodista español. 

## Biografía
Es licenciado en Ciencias Económicas (1973) y en Ciencias de la Información por la Universidad Autònoma de Barcelona (1976) y doctor en periodismo por la Universidad Pompeu Fabra. Fue decano del Colegio de Periodistas de Cataluña entre 1997 y 2001 y desde el 1975 imparte clases en la UB y en la UPF. Ha trabajado en varios medios de la prensa escrita como el semanario El Mundo, Diario de Barcelona, El Periódico y el Hoy. También ha trabajado a TVE-Cataluña, donde dirigió Memoria popular y a Televisión de Cataluña, donde ha presentado los programas Telenotícies Migdía, donde se hizo popular su sección del santoral, Telenotícies Cap de setmana, Telenotícies Nit, La Revista, Blanc o negre y La caixa sàvia. Desde julio de 2014 es miembro del Consejo del Audiovisual de Cataluña.

## Programas
- Memòria popular, director y presentador (1981-1983) (TVE Catalunya)
- Blanc o negre, idea, dirección y presentación (1987-1988) (TV3)
- Què dius, Alsius?, dirección y presentación (1989-1991) (Catalunya Ràdio)
- La caixa sàvia, idea, dirección y presentación (1989-1990) (Canal 33)
- Telenotícies, director y presentador (Telenotícies migdia 1984-1987 i 1992) (Telenotícies cap de setmana 1992-1995) (TV3)

## Obra
- Telenotícies al migdia. 1987
- Com es fa un telenotícies. Editorial Onda. Barcelona, 1987.
- Catorce preguntas sobre el periodismo en televisión. Editorial CIMS. Barcelona, 1997.
- Ètica i periodisme. Editorial Pòrtic. Barcelona, 1998.
- Hem perdut l'oremus. Petita enciclopèdia de la cultura catòlica, per a joves que no saben i grans que no recorden . Edicions La Campana. Barcelona, 1998. Versió en castellà: De la misa la mitad. Editorial Martínez Roca, 1999.
- Els codis ètics del periodisme televisiu. Editorial Pòrtic. Barcelona, 1999.
- La informació, un concepte clau per a la ciència contemporània. Acadèmia de Doctors de Catalunya. Barcelona, 2001
- Catalunya sexual. Una completa exploració periodística. 2006
- La ética informativa vista por los ciudadanos. Manuales UOC. 2011